# Anthocomus fenestratus
Anthocomus fenestratus é uma espécie de insetos coleópteros polífagos pertencente à família Malachiidae.
A autoridade científica da espécie é Linder, tendo sido descrita no ano de 1864.
Trata-se de uma espécie presente no território português.